# Plagiochila velata
Plagiochila velata là một loài rêu trong họ Plagiochilaceae. Loài này được Inoue & Piippo mô tả khoa học đầu tiên năm 1989.